# گل

یک گل-پرچم و گردهٔ گل از گلی بنفش رنگ به خوبی مشاهده می‌شود.

گُل یا شکوفه ساختار زایشی در گیاهان گل‌دار یا نهان‌دانه است. کارکرد زیست‌شناختی گل به هم رسانیدن سلول زایشی نر (اسپرم) و سلول زایشی ماده (تخم‌زا) است. این فرایند با گرده‌افشانی توسط حشرات، باد یا آب انجام می شود. و از لقاح به تشکیل دانه می‌انجامد. 
گل ها در روحیهٔ انسان‌ها بسیار مؤثر هستند. 
گل را می‌توان جوانه‌ای تصور کرد که برای تولیدمثل گیاه مادر تغییر شکل یافته است. در جریان تبدیل برگ به گل، برگ از نظر شکل و رنگ دستخوش تغییرات فراوانی می‌شود. این برگ‌های تغییرشکل‌یافته را گل می‌نامند.
گل‌ها می‌توانند پیوند دو نژاد را آسان کنند (تلفیق اسپرم و تخم زا گل‌های مختلف در یک گونه) یا درون گونه خود افزایش یابند (تلفیق اسپرم و تخم‌زا در همان گونه). بعضی از گل‌ها بدون لقاح، دیاسپور تولید می‌کنند (parthenocarpy). گل‌ها دارای اسپورانژیا هستند، جایی که محتوی گامتوفیت می‌باشد. گل‌ها منجر به تولید میوه و دانه می‌شوند بعضی از گل‌ها در دوره تکامل خود برای حیوانات جذاب هستند و این دلیلی است که حیوانات را عامل گرده افشانی آن‌ها می‌کند. علاوه بر تسهیل تولید مثل گیاهان گلدار، گل‌ها؛ مدت طولانی است که توسط انسان‌ها تحسین شده و برای زیباسازی محیط، نشانه‌ای از عشق، آیین، مذهب، پزشکی و به عنوان منبع غذایی استفاده می‌شوند.

## ریخت‌شناسی

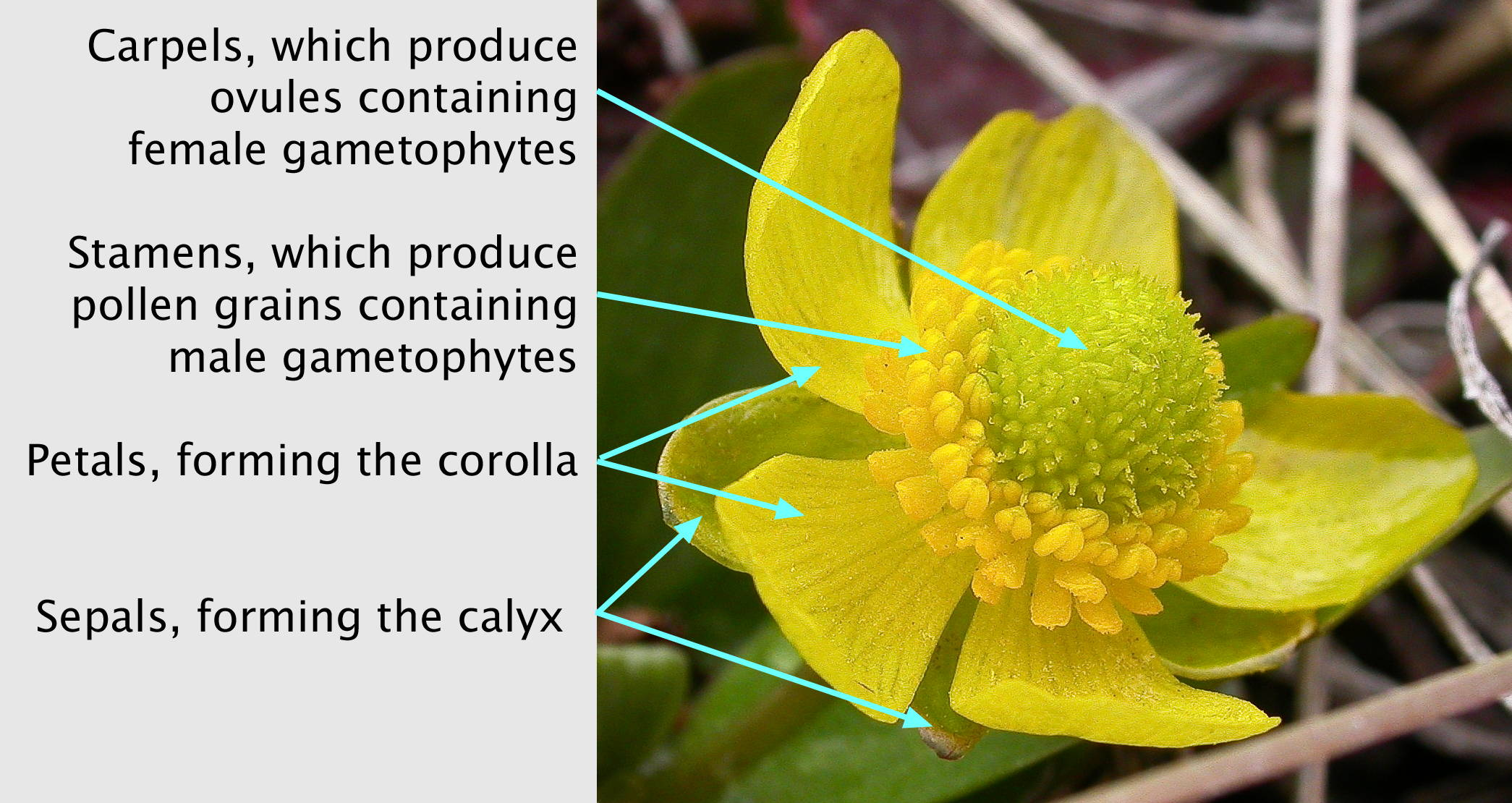
بخش‌های اصلی یک گل بالغ Ranunculus glaberrimus

### بخش‌های گل
یک گل، از چهار قسمت که به بالای یک ساقه کوتاه متصل شده‌اند، تشکیل شده است. هر کدام از این بخش‌ها در یک حلقه از حفره گل گیاه قرار گرفته‌اند. چهار حلقه اصلی (با شروع از پایه گل یا پایین‌ترین گره و حرکت به سمت بالا) به شرح زیر است:

#### بخش‌های گیاهی گل
در مجموع کاسه گل و جام گل را تشکیل می‌دهند.
- کاسبرگ‌ها:مجموعاً کاسهٔ گل گفته می‌شوند. کاسبرگ‌ها دارای ساختمانی تقریباً مشابه برگ‌ها می‌باشند و به‌عنوان پوششی از تبخیر سریع جلوگیری کرده و از قسمت‌های داخلی‌تر گل محافظت می‌کنند. رنگ بیشتر کاسبرگ‌ها سبز است ولی در بعضی قهوه‌ای و فلس‌مانند است و در برخی دیگر ممکن است رنگی باشد. به مجموعهٔ کاسبرگ‌ها و گلبرگ‌ها پریانت یا گلپوش گفته می‌شود.
- گلبرگ‌ها:مجموعاً جام‌گل گفته می‌شوند. آن‌ها با رنگ‌های جذاب خود حشرات را به غدد شهد که در قاعده یا نزدیک قاعده‌شان وجود دارد، جلب می‌کنند. حشرات باعث حمل گرده می‌شوند و بدین ترتیب در عمل گرده‌افشانی یا انتقال گرده از پرچم به کلاله نقش مهمی را ایفا می‌کنند.

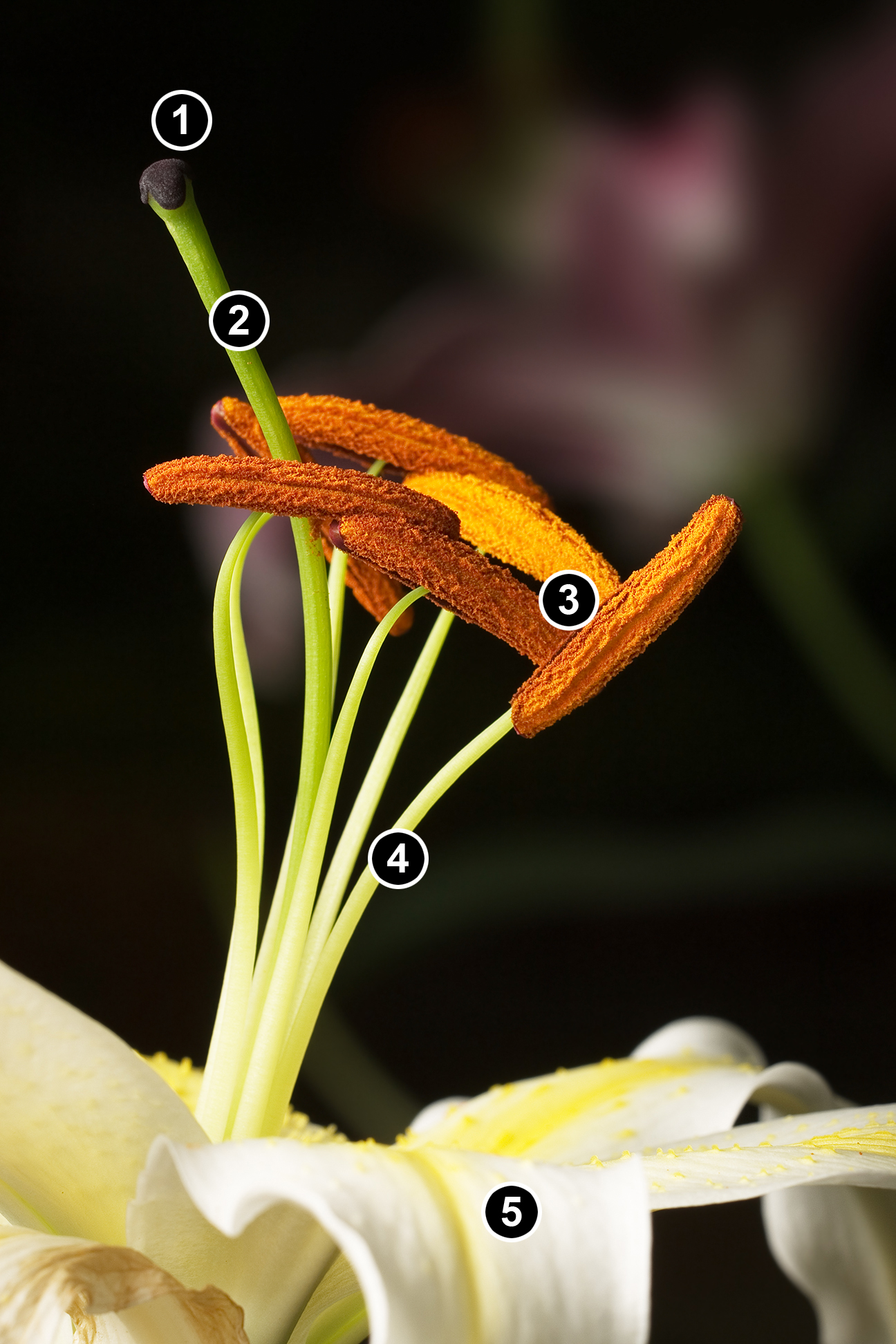
بخش‌های تولید مثلی، لیلیوم عید پاک، ۱)کلاله، ۲)خامه، ۳)پرچم، ۴)رشته، ۵)گلبرگ

#### بخش‌های تولیدمثلی
- پرچم‌ها: مجموعاً اندروسیوم نامیده می‌شوند. هر پرچم از یک بساک یا قسمت حامل گرده و یک میله یا پایه تشکیل می‌گردد. غالباً گرده‌های آزادشده به وسیلهٔ بساک با بزرگ نمایی به صورت کُره‌های زرد بسیار کوچک به نظر می‌رسند. گرده معمولاً توسط حشرات یا باد به کلاله حمل می‌شود. پرچم‌ها اندام‌های نر گل هستند.
- مادگی: حلقه درونی گل، متشکل از یک یا چند بخش به نام برچه. برچه یا چند برچه چسبیده به هم به شکل یک ساختار توخالی هستند که تخمدان نامیده می‌شود که تخمک را درون خود تولید می‌کنند. تخمک‌ها مگااسپورانژیا هستند و با روش میوز مگااسپور تولید می‌کنند که گامتوفیت ماده است و منجر به سلولهای تخم می‌شود. مادگی یک گل با اصطلاحات جایگزین در جایی که ساختارش را در حلقه درونی گل می‌بینید توصیف می‌شود (متشکل از یک تخمدان، خامه و کلاله). مادگی از یک یا چند برچه که به هم متصل هستند تشکیل شده است. بخش چسبناک بالای مادگی، کلاله، گیرنده گرده می‌باشد. از یک تخمدان قاعده‌ای، یک خامهٔ میانی، و یک کلاله انتهایی تشکیل می‌شود. تخمدان محتوی تخمکهاست که توسط پوشش احاطه شده است و بعد از لقاح به صورت بذر رشد می‌یابد. کلاله یک جمع‌آوری‌کنندهٔ گرده است و خامه در زیر آن گذرگاهی است که گرده را به سمت تخمک هدایت می‌کند. مادگی اندامی ماده است. ارتباط بین مادگی و حفره گل هیپوجینوس (در زیر تخمدان بالایی)، پریجینوس (اطراف تخمدان بالایی) یا اپی جینوس (بالاتر از تخمدان تحتانی) توصیف می‌شود.[۲]

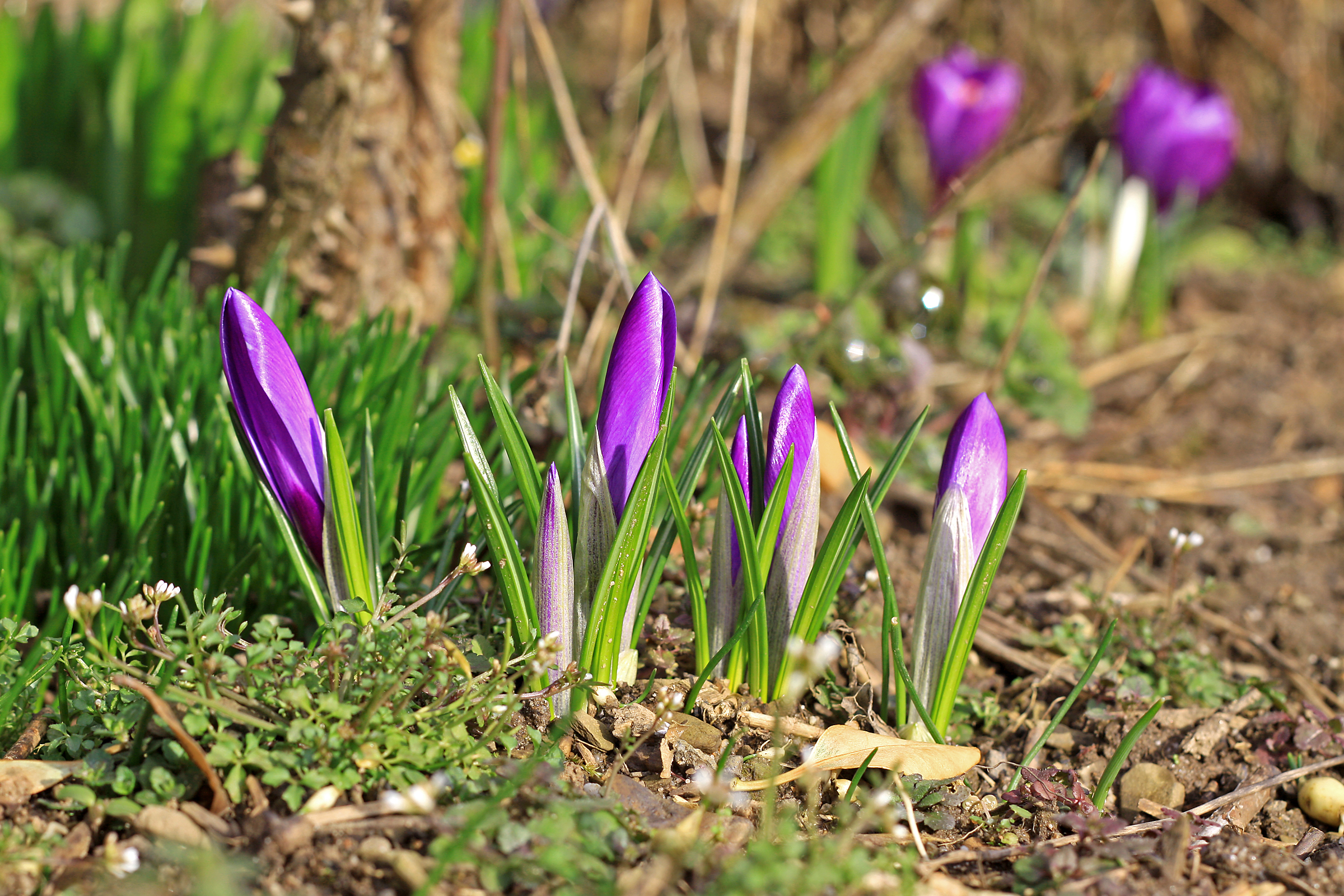
گل زعفران بنفش‌فام در حالت بسته

## ساختار گل
اگرچه ترتیب توصیف بالا "معمولاً " در نظر گرفته می‌شود، گونه‌های گیاهی تنوع گسترده‌ای از ساختار گل را نشان می‌دهند.
این تغییرات در تکامل گیاهان گلدار دارای اهمیت هستند و به صورت گسترده توسط گیاه شناسان برای ایجاد ارتباط بین گونه‌های مختلف گیاهی استفاده می‌شوند.
چهار بخش اصلی گل معمولاً بر اساس محل قرارگیری خود در حفره گل تعریف می‌شوند نه بر اساس عملکرد خود. بعضی از گل‌ها بدون برخی از قسمت‌ها هستند یا بعضی قسمت‌ها ممکن است برای عملکرد دیگری تغییر یافته باشند یا شبیه بخش دیگری که معمولاً وجود دارد دیده شوند. در بعضی از خانواده‌ها، مثل آلالگان، گلبرگ‌ها تا حد زیادی کوچک شده و در بعضی گونه‌ها کاسبرگ‌ها رنگی بوده و شبیه گلبرگ هستند. گل‌های دیگر پرچم‌های تغییر یافته دارند که شبیه گلبرگ هستند، گل صدتومانی و گل‌های رز پرچم‌های گلبرگی شکل دارند. گل‌ها تغییرات بزرگی را نشان می‌دهند و دانشمندان گیاه‌شناسی این تغییرات را به روش‌های سیستماتیک برای شناسایی و تشخیص گونه‌ها توصیف می‌کنند.
اصطلاحات خاصی برای توصیف گل‌ها و بخش‌های آن‌ها استفاده می‌شود. بسیاری از بخش‌های گل‌ها که با یکدیگر ترکیب شده‌اند، منشأ بخش‌های ترکیبی، از همان حلقه گل مادرزادی هستند، درحالی‌که منشأ بخش‌های ترکیبی از حلقه‌های مختلف حاصل بخش‌هایی است که ترکیبشان آزادانه نبوده است. گلبرگ‌های ترکیب شده که داخل یک لوله یا حلقه به عنوان یک بخش جدا می‌شوند، هم برگی نامیده می‌شوند (گلبرگ پیوسته نیز می‌نامند). گلبرگ‌های ترکیبی قسمت‌های متمایزی دارند: پایه استوانه‌ای، شکل لوله است، منطقه پهن آن شکل گلو و منطقه شعله‌ور بیرونی، شاخه شکل است. گل هم برگی با تقارن دو طرفه، با لب بالایی و پایینی دو لبی نامیده می‌شود (bilabiate). گل‌های با گلبرگ‌های ترکیبی یا کاسبرگ‌ها جام گل یا کاسه گل به شکل‌های مختلفی دارند، از جمله: زنگی شکل، قیفی شکل، لوله‌ای، زنگوله‌ای، سینی شکل یا چرخشی.
اشاره به «همجوشی» که معمولاً انجام می‌شود، سؤال‌برانگیز است چرا که حداقل فرایندهای انجام شده ممکن است غیر همجوشی باشند. به عنوان مثال، علاوه بر این رشد اضافی در یا زیر پایه پری موردیا، زائده‌های گل، مانند کاسبرگ‌ها، گلبرگ‌ها، پرچم‌ها و برچه‌ها که به یک پایه مشترک هدایت می‌شوند نتیجه همجوشی نیستند.

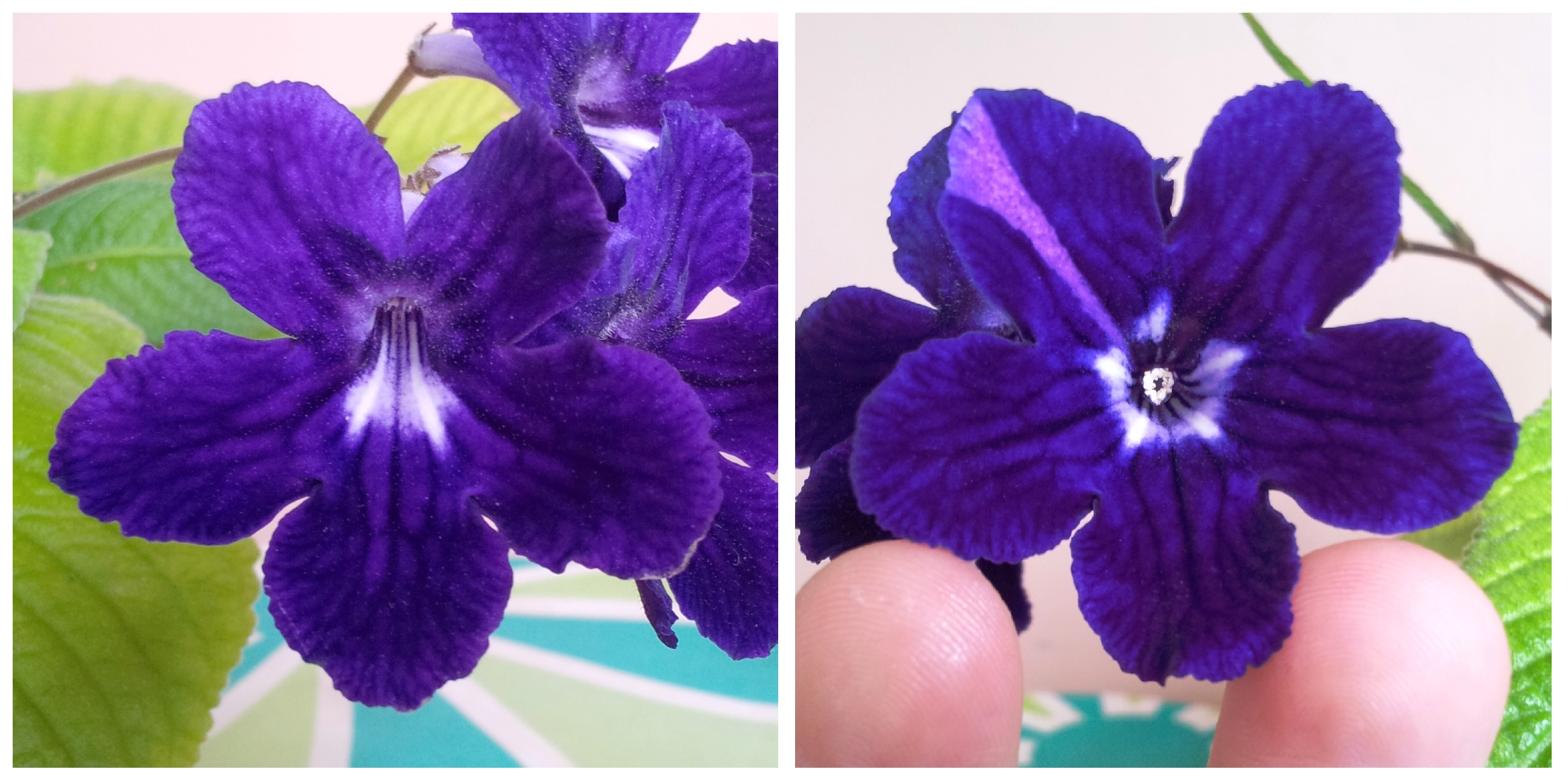
چپ: گل‌های طبیعی Streptocarpus دارای تقارن، راست: گل نامتقارن peloric Streptocarpus. هر دو این گل‌ها، دو رگه Streptocarpus و Anderson's Crows' Wings هستند.

بیشتر گل‌ها تقارن دارند. هنگامی که پوشش گل از محور مرکزی از هر نقطه به دو قسمت تقسیم شود، نیمه متقارن به وجود می‌آید و تشکیل یک تقارن شعاعی می‌دهد. این گل‌ها نیز به نام اکتینومورف یا متقارن شناخته می‌شوند، به عنوان مثال، رز و تریلیوم. وقتی گل‌ها به دو نیمه تقسیم شوند و فقط یک خط باشد که نیمه متقارن ایجاد کند، این گل‌ها را بی‌قاعده یا متقارن الطرفین می‌نامند، مثل گل میمون یا بیشتر ارکیده‌ها.
گل‌ها ممکن است به‌طور مستقیم از پایه خود به گیاه متصل شوند (بی ساقه _ ساقه حمایت‌کننده یا ساقه خیلی کوچک شده یا بدون ساقه). ساقه یا ساقه زیرین یک گل، دمگل یا پدانکل نامیده می‌شود. اگر یک دمگل از گل‌های زیادی حمایت کند، ساقه‌های متصل به هر گل که به محور اصلی متصل می‌شوند ساقه کوچک یا پایک نامیده می‌شوند. راس اشکال ساقه گل که تورم انتهایی دارد جام گل یا تاروس نامیده می‌شود.

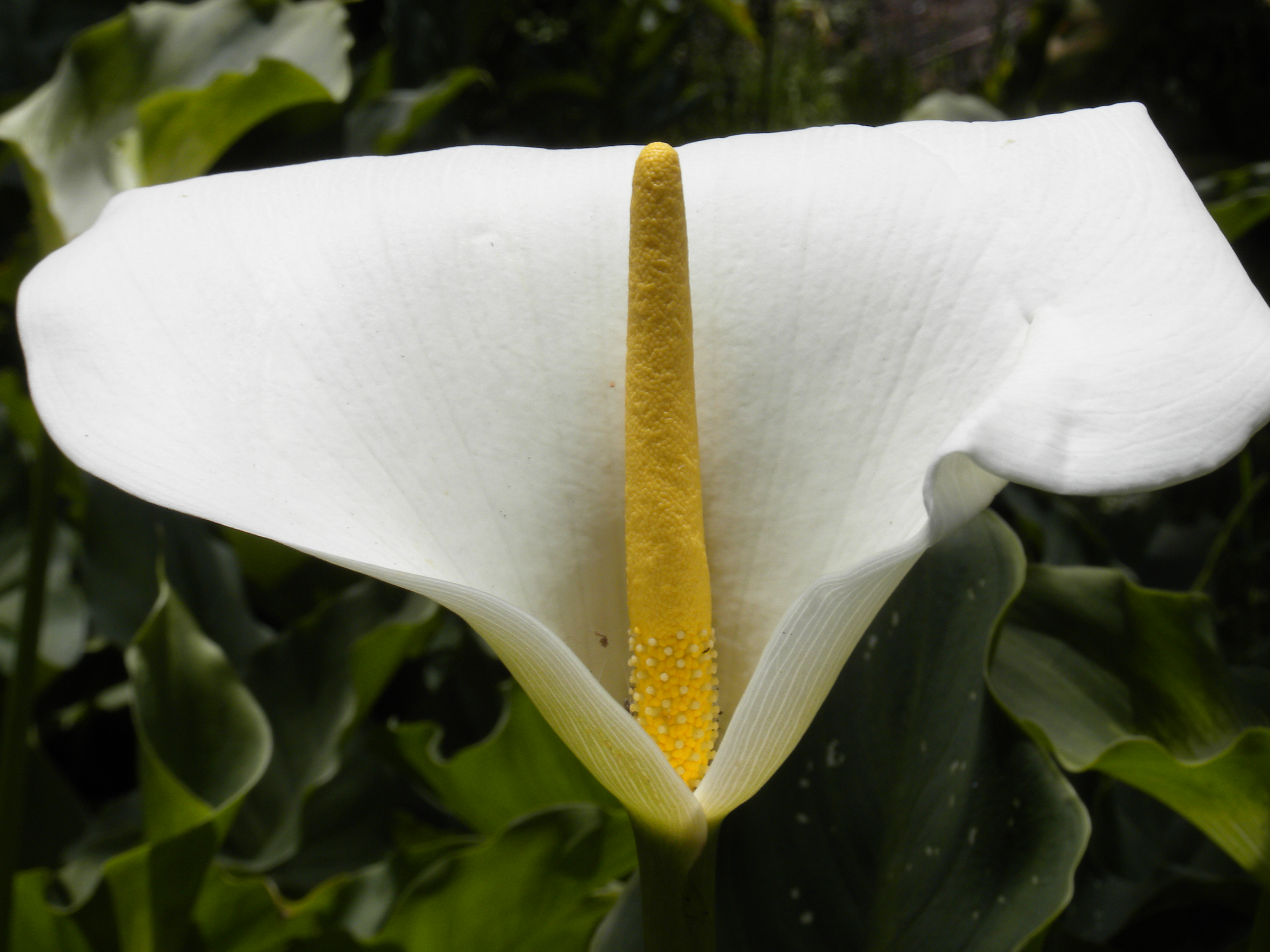
گل شیپوری اتیوپیایی یک گل تنها نیست. در واقع یک گل آذین از گل‌های کوچک فشرده شده در کنار هم، در پایه مرکزی است که اطرافش با برگکی شبیه گلبرگ بزرگ پوشده شده است.

#### گل آذین
گونه‌هایی که بیش از یک گل در یک محور دارند، خوشه جمعی گل یا گل آذین می‌نامند. بعضی از گل آذین‌ها از ترکیب تعداد زیادی گل‌های کوچک تشکیل شده‌اند که در کنار هم به شکل تنها یک گل دیده می‌شوند. مثال متداول، تعداد زیادی از اعضای گروه بزرگ کامپوزیت‌ها (آستراسه آ) هستند. گل آفتابگردان، برای مثال، یک گل نیست اما سر گل _ گل آذین متشکل از گل‌های متعدد (یا گلچه) است.
گل آذین ممکن است شامل ساقه‌های تخصص یافته و برگ‌های تغییر شکل یافته باشد که به نام برگک شناخته می‌شوند.

#### نمودار گل و فرمول گل
فرمول گل راهی برای نشان دادن قسمت‌های مختلف گل با استفاده از اصطلاحات خاص است، شماره‌ها و سمبل‌ها، اطلاعات قابل توجهی را در یک فرم فشرده ارائه می‌دهند. می‌تواند یک آرایه (taxon) باشد، معمولاً محدوده‌ای از تعداد عضوهای مختلف یا گونه‌های خاص را ارائه می‌دهد. فرمول گل در اوایل قرن ۱۹ گسترش یافته است و استفاده از آن در طول زمان کاهش یافته است. پرنر و همکارانش (۲۰۱۰) مدل‌های موجود را برای گسترش توان توصیفی آن فرمول‌ها ابداع کرده‌اند. قالب فرمول گل در نقاط مختلف جهان متفاوت است، اما همان اطلاعات را ارائه می‌دهد.
ساختار گل می‌تواند با استفاده از نمودار گل نیز بیان شود. استفاده از طرح‌های شماتیک می‌تواند جایگزین توصیفات طولانی یا نقشه‌های پیچیده که ابزاری برای درک ساختار گل و سیر تکامل آن هستند، باشند. این نمودارها ممکن است ویژگی‌های مهمی از گل‌ها را نشان دهند، ازجمله موقعیت‌های نسبی اندام‌های مختلف، وجود همجوشی و تقارن و همچنین جزئیات ساختاری.

## رشد و نمو
یک گل از یک ساقه تغییر شکل یافته یا قسمت معین مریستم راسی رشد می‌کند (قسمت معین به معنی رشد محوری در یک جهت است). این قسمت فشرده، در مورفولوژی گیاهی کلاسیک به عنوان برگ‌های اصلاح شده تفسیر شده‌اند. با این حال، مطالعات تفصیلی رشد، نشان داده‌اند که پرچم‌ها اغلب کم و بیش شبیه ساقه تغییر شکل یافته (کالوم‌ها) هستند که در بعضی موارد حتی ممکن است شبیه شاخه باشند. با توجه به تمام تنوع رشد آندروسئوم گیاهان گلدار، ما یک زنجیره بین برگ‌های تغییر شکل یافته (فیلوم‌ها)، ساقه‌های تغییر یافته (کالوم‌ها) و شاخه‌های تغییر یافته (ساقه‌ها) پیدا کرده‌ایم.

### انتقال گل
انتقال گل یکی از تغییرات فاز اصلی است، که یک گل در طول چرخه زندگی خود انجام می‌دهد. این انتقال باید در زمانی صورت بگیرد که لقاح و تشکیل دانه مناسب باشد، در این صورت اطمینان از موفقیت تولید مثل حداکثر خواهد بود. برای پاسخگویی به این نیازهای گیاه باید نشانه‌های درون زا و زیست‌محیطی مهم مانند تغییرات در سطح هورمون‌های گیاهی و درجه حرارت فصلی و تغییرات طول روز را تفسیر کرد. بسیاری از گیاهان چند ساله و بیشتر گیاهان دو ساله در بهاره سازی گل می‌دهند. تفسیر مولکولی این سیگنال‌ها از طریق انتقال یک سیگنال پیچیده به نام فلوریژن می‌باشد که ژن‌های دخیل آن شامل کنستان، لوکوز گلدهی C، لوکوز گلدهی T می‌باشند. فلوریژن در برگ‌ها، در زمان مطلوب باروری تولید می‌شود و در غنچه‌ها عمل می‌کند و تغییرات مورفولوژیکی و فیزیولوژیکی مختلف را به سمت رشد راهنمایی می‌کند.
نخستین مرحله از این تحولات، تبدیل ساقه رویشی پری موردیا به گل پری موردیا می‌باشد. این اتفاق به عنوان تغییرات بیوشیمیایی در تمایز سلولی برگ صورت می‌گیرد. جوانه و بافت‌های بنیادی، داخل بافت اندام‌های تناسلی رشد می‌کنند. رشد بخش مرکزی از نوک ساقه متوقف یا مسطح می‌شود و تورمی در یک طرف آن گسترش می‌یابد و حالت مارپیچی یا اسپیرال را در اطراف خارجی انتهای ساقه ایجاد می‌کند. این برآمدگی داخل کاسبرگ‌ها، گلبرگ‌ها، پرچم‌ها و برچه‌ها گسترش می‌یابد. در بسیاری از گیاهان، زمانی که این پروسه آغاز می‌شود، نمی‌توان آن را معکوس کرد و ساقه گل‌ها بسط پیدا می‌کنند حتی اگر شروع اولیه این رویداد به برخی از نشانه‌های زیست‌محیطی وابسته باشد. زمانی که این پروسه آغاز می‌شود حتی اگر نشانه‌ها حذف شوند، ساقه به ایجاد گل ادامه می‌دهد.

مدل ABC رشد و نمو گل

### رشد و نمو اندام
بررسی‌های مولکولی برای شناسایی اندام‌های گل در درک بعضی از گونه‌ها نسبتاً خوب به نظر می‌رسد. در یک مدل ساده، تعامل فعالیت‌های سه ژن در یک روش ترکیبی، هویت رشد و نمو اندام پری موردیا را داخل مریستم گل مشخص می‌کند. این ژن‌ها را، ژن‌های عملکردی A, B و C می‌نامند. در نخستین حلقه گل فقط ژن A بیان می‌شود که منجر به تشکیل کاسبرگ می‌شود. در حلقه دوم هر دو ژن A و B بیان می‌شوند که منجر به تشکیل گلبرگ می‌شوند. در حلقه سوم، ژن‌های B و C تشکیل پرچم را باعث می‌شوند و در مرکز گل ژن C به تنهایی باعث رشد برچه‌ها می‌شود. این مدل بر اساس مطالعات انجام شده روی جهش هموتیک در رَشادی گوش‌موشی و گل میمون Antirrhinum majus می‌باشد. به عنوان مثال، زمانی که عملکرد ژن B از دست می‌رود، گل‌های جهش یافته با کاسبرگ‌ها در حلقه اول به‌طور معمول تولید می‌شوند، همچنین در حلقه دوم نیز، به جای گلبرگ طبیعی قرار می‌گیرند. در حلقه سوم نبود عملکرد ژن B و وجود عملکرد ژن C حلقه چهارمی ایجاد می‌شود که منجر به تولید برچه‌ها در حلقه سوم نیز می‌شوند. به مدل ABC رشد گل نگاه کنید.
بیشتر ژن‌های اصلی در این مدل متعلق به باکس ژن‌های MADS و فاکتورهای رونویسی هستند که بیان ژن‌های خاص برای هر عضو گل را تنظیم می‌کنند.

## عملکرد گل

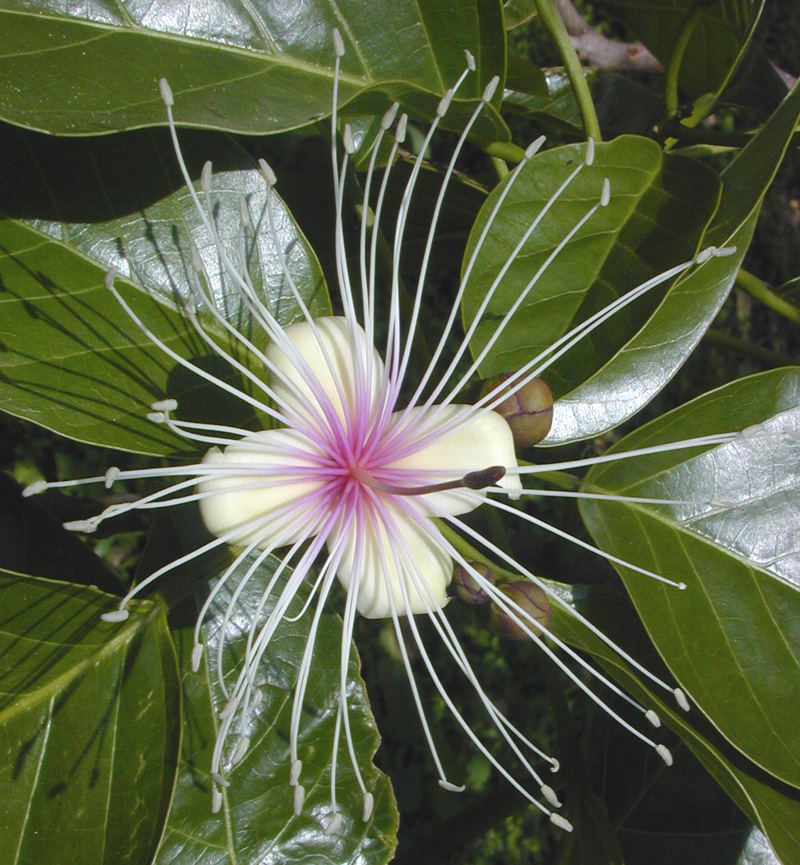
یک نمونه از گل کامل Crateva religiosa که دارای پرچم (حلقه بیرونی) و مادگی (مرکز) است.

هدف اصلی گل، تولید مثل فردی و گونه‌ای است. تمام گیاهان گلدار هتروسپوروس هستند و دو نوع اسپور تولید می‌کنند. میکروسپورها درون بساک توسط میوز تولید می‌شوند، درحالی‌که مگاسپورها درون تخمک در تخمدان تولید می‌شوند. در واقع، بساک به‌طور معمول از چهار میکروسپورانژیا و یک تخمک در پوشش مگاسپورانژیوم تشکیل شده است. هر دو نوع هاگ‌ها داخل گامتوفیت‌های درون اسپورانژیوم تشکیل می‌شوند. در تمام گیاهان هتروسپوروس، گامتوفیت‌ها نیز در داخل هاگ تشکیل می‌شوند (آندوسپوریک).
در اکثر گونه‌ها، گل‌های فردی هر دو عملکرد برچه‌ها و پرچم‌ها را دارند. گیاه شناسان این گل را به عنوان نمونه کامل یا دو جنسی و گونه هرمافرودیک توصیف می‌کنند. بعضی از گل‌ها بدون یک یا چند اندام تناسلی هستند و ناقص یا تک جنسی نامیده می‌شوند. اگر گل‌های تک جنسی روی یک گیاه منحصر به فرد، در قسمت‌های مختلف دیده شوند، آن‌ها را گونه‌های تک پایه (مونوسئوس) می‌نامند. اگر هر کدام از گل‌های تک جنسی در گل‌های جداگانه یافت شوند این گیاه دوپایه (دیوسئوس) نامیده می‌شود.

### تخصص گل در عامل گرده افشانی
گیاهان گل‌دار معمولاً با یک فشار انتخابی برای بهبود گرده افشانی خود مواجه هستند که معمولاً از مورفولوژی گل‌ها و رفتار گیاهان ناشی می‌شود. انتقال گرده‌ها در بین گیاهان توسط بعضی "حامل‌ها " انجام می‌گیرد. بعضی از گیاهان از حامل‌های مکانیکی استفاده می‌کنند – یعنی باد (anemophily) یا حامل‌ها کمتر معمول، آب (hydrophily). دیگر گل‌ها از حامل‌های زندهٔ حیاتی از جمله حشرات (entomophily)، پرندگان (ornithophily)، خفاش‌ها (chiropterophily) یا دیگر حیوانات استفاده می‌کنند. بعضی از گیاهان از حامل‌های چندگانه استفاده می‌کنند اما بسیاری دیگر تخصص یافته‌تر هستند.
گیاهان کلیستوگاموس بعد از باز شدن یا باز نشدن، خود گرده افشان هستند. بسیاری از گونه‌های بنفشه عطری و بعضی از گونه‌های مریم گلی (سلوی) از این نوع گل‌ها هستند.
گیاهانی که گل‌هایشان از حامل‌های زنده حیاتی برای گرده افشانی استفاده می‌کنند معمولاً دارای غددی هستند که شهد تولید می‌کنند و به عنوان یک جاذب برای جانداران به سمت گل‌ها عمل می‌کنند. بعضی از گل‌ها الگوهایی دارند که راهنمای شهد نامیده می‌شوند و به حشرات گرده افشان نشان می‌دهند که کجا دنبال شهد بگردند. گل‌ها از بو و رنگ نیز برای جذب حشرات گرده افشان استفاده می‌کنند. بعضی از گل‌ها نیز از شکل خود برای جذب حشرات گرده افشان استفاده می‌کنند. به عنوان مثال، بعضی از گونه‌های ارکیده، گل‌هایی مشابه زنبور ماده در رنگ، شکل و بو تولید می‌کنند. گل‌ها در شکل نیز تخصص یافته هستند و آرایشی از پرچم‌ها دارند که باعث می‌شوند زمانی که حشرات برای یافتن ماده جاذب روی گل می‌نشینند دانه‌های گرده به بدنشان بچسبند (مثل شهد، گرده یا یک جفت). در ادامه مبحث مواد جاذب گل‌ها در یک گونه، گرده افشان‌ها، گرده‌ها را به کلاله – که به همان روشی که اشاره شد مرتب شده‌اند – همه گل‌هایی که رویشان می‌نشینند، منتقل می‌کنند.

## گرده افشانی

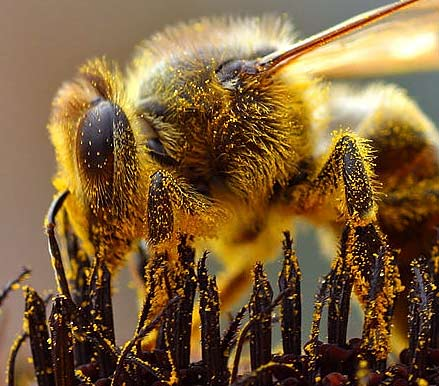
دانه‌های گرده چسبیده به این زنبور عسل به گل بعدی که روی آن بنشیند منتقل می‌شود.

هدف اولیه یک گل تولید مثل است. از آنجایی که گل‌ها اندام‌های تولید مثل گیاهان هستند، واسط پیوستن اسپرم موجود در گرده با تخمک موجود در تخمدان می‌باشند. گرده افشانی، حرکت گرده از بساک به کلاله می‌باشد. پیوستن اسپرم به تخمک لقاح گفته می‌شود. به‌طور معمول گرده از یک گیاه به گیاه دیگر حرکت می‌کند، اما بسیاری از گیاهان می‌توانند خود را بارور کنند. لقاح تخمک دانه‌های نسل بعد را تولید می‌کند. تولید مثل جنسی فرزندان منحصر به فرد ژنتیکی برای انطباق با محیط تولید می‌کند. گل‌ها طرح‌های خاصی دارند که انتقال گرده را از گیاهی به گیاه دیگر در همان گونه را تقویت می‌کند. بسیاری از گیاهان برای گرده افشانی وابسته به عوامل خارجی می‌باشند از جمله: باد، حیوانات و به‌خصوص حشرات. حتی حیوانات بزرگ مثل پرندگان، خفاش‌ها و صاریغ کوتوله نیز می‌توانند اینکار را انجام دهند. مدت زمانی که در طی آن این فرایند انجام می‌شود (گل به‌طور کامل رشد کرده و آماده عمل می‌باشد) گرده افشانی (انتزیس) نامیده می‌شود. مطالعه گرده افشانی توسط حشرات انتکولوژی نامیده می‌شود.

### گرده
انواعی از گرده‌ها که باعث واکنش‌های آلرژیک می‌شوند، توسط گیاهان ساده تولید می‌شوند (درختان، چمن‌ها و علف‌های هرز) که گل‌های پر جلوه ندارند. این گیاهان کوچک، سبک و دانه‌های گرده خشک دارند که توسط باد منتقل می‌شوند.
نوع آلرژن‌های موجود در گرده، اصلی‌ترین فاکتور در تعیین گرده عامل تب یونجه می‌باشد. به عنوان مثال، گرده درخت کاج به مقدار زیاد توسط یک درخت تولید می‌شود که می‌تواند آن را به کاندیدای خوبی برای ایجاد آلرژی تبدیل کند. هر چند؛ این درخت یک علت نسبتاً نادر در ایجاد آلرژی می‌باشد زیرا آلرژن‌های موجود در گرده کاج خاصیت آلرژنیک کمی نشان می‌دهد.
در میان گیاهان آمریکای شمالی، علف‌های هرز پرکارترین تولیدکنندگان گرده آلرژی زا می‌باشند. نوعی ابروسیا عامل اصلی است اما درمنه، تاج خروس، lamb’s quarters، خار روسی (تاج خروس) و درخت چنار انگلیسی نیز از منابع مهم دیگر هستند.
آشفتگی زیادی در مورد نقش گل‌ها در آلرژی‌ها وجود دارد. به عنوان مثال گل‌های پر جلوه روئینه زرین (سولیداگو) برای آلرژی تنفسی مورد سرزنش قرار می‌گیرند درحالی‌که بی گناه هستند زیرا گرده‌های خود را در هوا پخش نمی‌کنند. در عوض مواد آلرژن همیشه در گرده شکوفه نوعی ابروسیا وجود دارد (امبروسیا) که می‌تواند چندین کیلومتر در باد منتقل شود.
دانشمندان نمونه‌های گرده نوعی ابروسیا را در ۴۰۰ مایل در دریا و ۲ مایل بالا در هوا جمع‌آوری کرده‌اند. یک نوعی ابروسیا به تنهایی می‌تواند یک میلیون دانه گرده را روزانه تولید کند.
معمولاً شنیده می‌شود که افراد می‌گویند به گل‌های رنگارنگ و معطر مانند گل سرخ حساسیت دارند. در واقع، تنها گل فروش‌ها، باغبان‌ها و کسانی که به مدت طولانی در ارتباط با این گل‌ها باشند، به گرده‌های این گیاهان حساسیت نشان می‌دهند. اکثر مردم تماس کمی با دانه‌های گرده بزرگ، سنگین و مومی گیاهان گل دار دارند زیرا این نوع از گرده‌ها با باد حمل نمی‌شوند اما توسط حشرات مثل پروانه‌ها و زنبورها حمل می‌شوند.

### روش‌های جذب

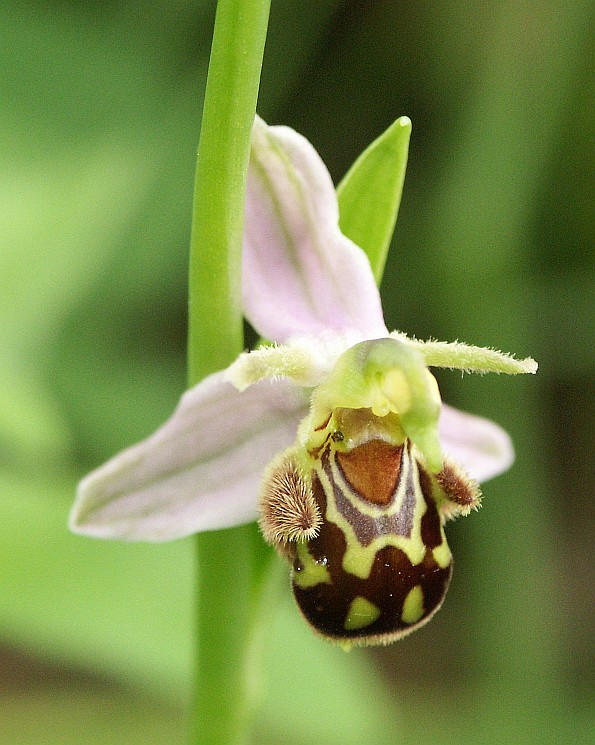
Bee orchid به شکل زنبور ماده است و زنبور نر را برای گرده افشانی جذب می‌کند.

گیاهان نمی‌توانند از جایی به جای دیگر نقل مکان کنند، بنابراین بیشتر گل‌ها حیوانات را برای انتقال گرده بین افراد جمعیت‌های پراکنده جذب می‌کنند. گل‌هایی که توسط حشرات گرده افشانی می‌کنند را انتوموفیلوس می‌نامند. معنای واقعی کلمه «حشره دوست» در زبان یونانی است. این گل‌ها در تکامل مشترک با حشرات گرده افشان تغییرات زیادی کرده‌اند. گل‌ها معمولاً غددی به نام شهد در بخش‌های مختلف خود دارند که حیواناتی که به دنبال شهد می‌گردند را به سمت خود جذب می‌کنند. پرندگان و زنبورها دید رنگی دارند که آن‌ها را قادر می‌سازد به دنبال گل‌های رنگی بروند.
بعضی از گل‌ها الگویی به نام راهنمای شهد دارند که به گرده افشان‌ها نشان می‌دهد که کجا دنبال شهد بگردند، آن‌ها ممکن است تنها تحت نور ماوراء بنفش قابل دیدن باشند که برای زنبورها و دیگر حشرات قابل مشاهده می‌باشند. گل‌ها می‌توانند با عطر خود نیز گرده افشان‌ها را جذب کنند، بعضی از این عطرها برای ما نیز خوشایند هستند. همه عطر گل‌ها برای انسان‌ها جذاب نیستند، تعدادی از گل‌هایی که توسط حشرات گرده افشانی می‌کنند مثل گوشت فاسد هستند و بوی حیوان مرده می‌دهند، این گل‌ها را ابلق می‌نامند، از جمله رافلزیا و گل بدبو (گل مردگان) و پاپاو آمریکای شمالی (Asimina triloba). گل‌هایی که به وسیلهٔ شب پروازها مثل خفاش‌ها و بیدها گرده افشانی می‌کنند به احتمال زیاد بر روی عطر جذاب خود تمرکز دارند و گل‌های سفید رنگ هستند.
دیگر گل‌ها از شکل خود برای جذب گرده افشان‌ها استفاده می‌کنند. به عنوان مثال، بعضی از گونه‌های ارکیده، گل‌هایی مشابه زنبور ماده در رنگ، شکل و عطر تولید می‌کنند، زنبور نر از یک گل به گل دیگر برای یافتن زنبور ماده پرواز می‌کند.

### سازوکار گرده‌افشانی
مکانیسم گرده افشانی بکار گرفته شده توسط یک گیاه بستگی به روش گرده افشانی استفاده شده دارد.
بیشتر گل‌ها را می‌توان بین دو گروه گسترده از روش‌های گرده افشانی تقسیم کرد:
انتوموفیلوس: گل‌هایی که از حشرات، خفاش‌ها، پرندگان یا دیگر حیوانات برای انتقال گرده خود از گلی به گل دیگر استفاده می‌کنند. این گل‌ها در شکل نیز تخصص یافته هستند و آرایشی از پرچم‌ها دارند که باعث می‌شوند زمانی که حشرات برای یافتن ماده جاذب روی گل می‌نشینند دانه‌های گرده به بدنشان بچسبند (ماده جاذب مثل شهد، گرده یا یک جفت).). در ادامه مبحث مواد جاذب گل‌ها در یک گونه، گرده افشان‌ها، گرده‌ها را به کلاله – که به همان روشی که اشاره شد مرتب شده‌اند – همه گل‌هایی که رویشان می‌نشینند، منتقل می‌کنند. بسیاری از گل‌ها برای اطمینان از گرده افشانی به مجاورت اجزای خود تکیه دارند، در حالی که دیگر گل‌ها از جمله ساراسنیا یا lady-slipper orchids، طرح استادانه‌ای برای اطمینان از گرده افشانی دارند درحالی‌که از خود گرده افشانی جلوگیری می‌کنند.

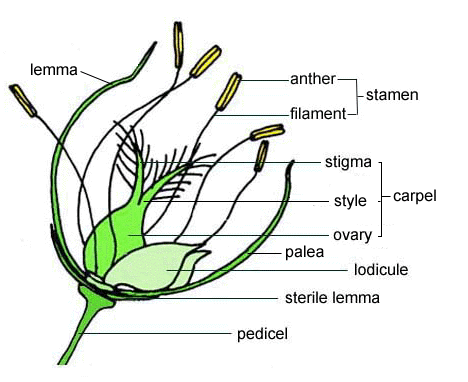
گل چمن با بقایای پوشش گل

آنموفیلوس: این گل‌ها از باد برای انتقال گرده از یک گل به گل دیگر استفاده می‌کنند. مثال‌های این گروه شامل علف‌ها، درختان توس، نوعی ابروسیا و افرا می‌باشد. آن‌ها نیازی به جذب گرده افشان‌ها ندارند بنابراین گل‌های "پر جلوه " نیز ندارند. در حالی که حیوانات گرده افشان تمایل به گرده‌های دانه بزرگ، چسبناک و غنی از پروتئین دارند (یک "پاداش" برای گرده افشان‌ها)، گرده گل‌های آنموفیلوس معمولاً دانه کوچک، بسیار سبک بوده و ارزش غذایی کمی برای حشرات دارند. هرچند هنوز هم ممکن است در زمان قحطی جمع‌آوری شوند. زنبورهای عسل به‌طور فعالانه گرده ذرت انموفیلوس (ذرت) را با اینکه ارزش غذایی کمی برای آن‌ها دارد جمع می‌کنند.
بعضی از گل‌ها خود گرده افشانی دارند دارای گلهایی هستند که هر گز باز نمی‌شوند یا قبل از باز شدن گل‌ها خود گرده افشانی می‌کنند، این گل‌ها را کلیستوگاموس می‌نامند. بسیاری از گونه‌های بنفشه عطری و بعضی از گونه‌های مریم گلی از این نوع گل‌ها هستند. سجاد

### روابطگرده‌افشانگل‌ها
بسیاری از گل‌ها روابط نزدیکی با یک یا تعدادی از موجودات خاص گرده افشان دارند. به عنوان مثال، بیشتر گل‌ها تنها یک گونه خاص از حشرات را جذب می‌کنند و برای تولید مثل موفق به آن حشره تکیه می‌کنند. این ارتباط نزدیک می‌تواند نمونه‌ای از هم تکاملی باشد که گل و گرده افشان در طول زمانی که نیازهای یکدیگر را رفع می‌کنند، با یکدیگر رشد می‌یابند.
این رابطه نزدیک اثرات منفی انقراض را ترکیب می‌کند. انقراض هر کدام از اعضای این رابطه می‌تواند به معنی انقراض قریب به یقین عضوهای دیگر باشد. بعضی از گونه‌ها به دلیل کاهش جمعیت گرده افشان‌ها در معرض خطر هستند.

## لقاحو پراکندگی
بعضی از گل‌ها، با داشتن هر دو پرچم و مادگی قادر به خود لقاحی هستند که باعث افزایش شانس تولید دانه است، اما تنوع ژنتیکی را محدود می‌کند. حداکثر موارد خودلقاحی در گل‌هایی که همیشه خود را بارور می‌کنند اتفاق می‌افتد، مانند گل قاصدک. در مقابل، بسیاری از گونه‌های گیاهان راه‌هایی برای جلوگیری از خود لقاحی دارند. گل‌های تک جنسی نر و ماده در یک زمان در همان بوته ظاهر نشده یا بالغ نمی‌شوند و گرده‌ای که از همان گیاه به‌دست می‌آید قادر به بارور کردن تخمک‌های آن نیست. گل‌های نوع دیگر که موانع شیمیایی بر سر راه گرده‌های خود دارند خود استریل یا خود ناسازگار گفته می‌شوند.
گل‌هایی که از نوع باد گرده افشانی می‌کنند هیچ‌کدام رنگ درخشان، شهد غلیظ و .. را ندارند.

## سیر تکاملی

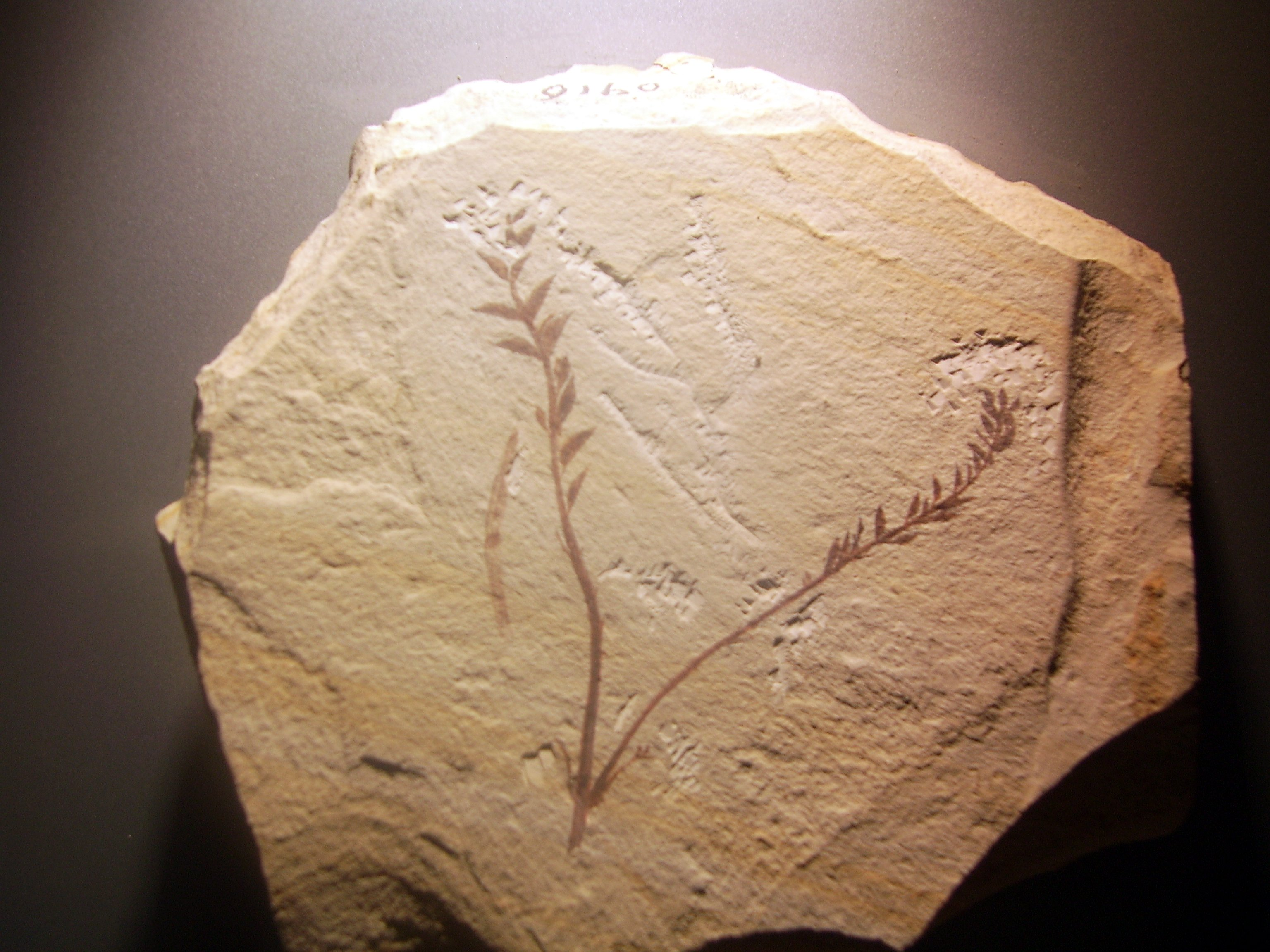
Archaefructus liaoningensis نخستین گیاه گلدار شناخته شده

در حالی که گیاهان روی زمین حدود ۴۲۵ میلیون سال است که وجود دارند، نمونه‌های اولیه آن‌ها به وسیلهٔ یک تطابق ساده با همتایان آبزی خود تکثیر یافته‌اند: هاگ‌ها. گیاهان و - بعضی از حیوانات –می‌توانند کلون‌های ژنتیکی را به راحتی در دریا پراکنده کنند تا به مناطق دورتری رفته و در جای دیگر رشد کنند. این روشی است که گیاهان اولیه تولید مثل می‌کردند. اما گیاهان روش‌های تکامل یافته‌ای برای محافظت از نسخه‌های خود در برابر خشک شدن و دیگر موارد سوءاستفاده یافتند که بیشتر بر روی زمین بودند تا دریا، در واقع حفاظت از دانه، که هنوز به گل تکامل نیافته است. گیاهان دانه دار اولیه شامل چهل سکه و مخروطیان بودند. نخستین فسیل از یک گیاه گلدار Archaefructus liaoningensis نام دارد و مربوط به ۱۲۵ میلیون سال پیش است.
چند گروه از بازدانگان منقرض شده، به‌خصوص دانه‌های سرخس، به عنوان نیاکان گیاهان گلدار معرفی شده‌اند اما هیچ‌گونه مدرک فسیلی برای نشان دادن دقیق تکامل گل‌ها وجود ندارد. ظاهراً، تظاهر ناگهانی گل‌های پیشرفته در فسیل‌های یافت شده نوعی مشکل در تئوری تکامل ایجاد کرده که توسط چارلز داروین " رمز و راز نفرت انگیز " نامیده شده است. فسیل‌های تازه یافت شده از گیاهان گلدار مثل Archaefructus، در کنار کشف فسیل‌های بازدانگان، مراحلی را برای کشف پیشرفت گیاهان گلدار پیشنهاد می‌کند.

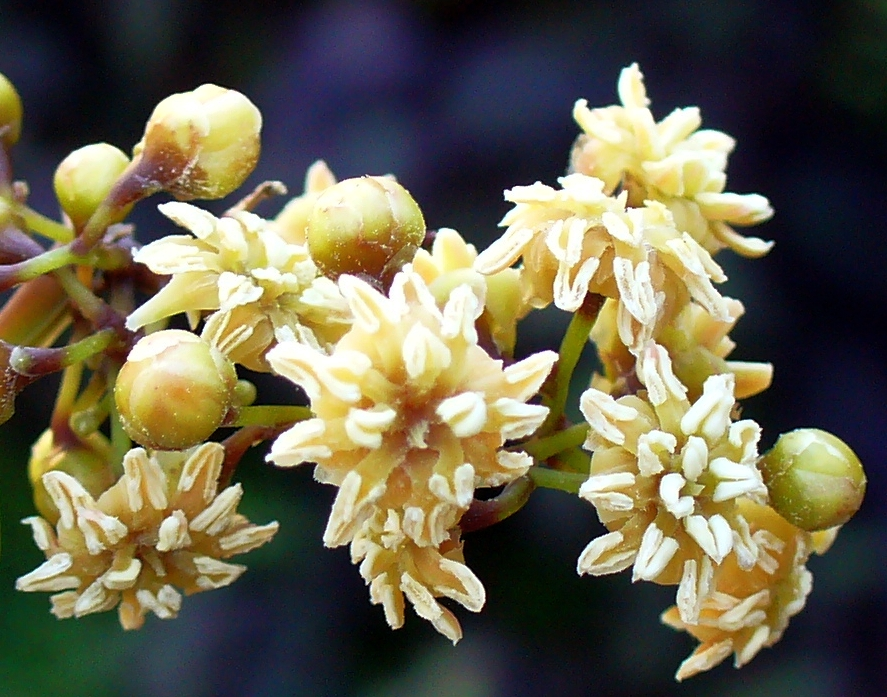
Amborella trichopoda گروه خواهر برای گیاهان گلدار باقی مانده

آنالیزهای اخیر دی‌ان‌ای (سیستم‌های مولکولی) نشان می‌دهد کهآمبورلا یافت شده در Pacific island of New Caledonia، یک گروه خواهر برای گیاهان گلدار باقی مانده است و مطالعات مورفولوژیکی ویژگی‌هایی که ممکن بود گیاهان گلدار اولیه داشته باشند را پیشنهاد می‌دهد.
فرض کلی در مورد عملکرد گل‌ها از آغاز، شامل نقش حیوانات در روند تولید مثل آن‌ها می‌باشد. گل‌ها بدون داشتن رنگ‌های روشن و شکل‌های جذاب می‌توانند گرده‌های خود را پخش کنند که این نشانه توانایی و استفاده از منابع گیاهان است مگر اینکه مزایای دیگری را ارائه دهند. یکی از دلایل ارائه شده برای ظهور ناگهانی گل‌ها اینست که آن‌ها در یک محیط جداگانه مثل یک جزیره یا رشته‌ای از جزیره‌ها تکامل یافته‌اند، جایی که در آن گیاهان قادر به ایجاد یک رابطه تخصصی قوی با حیوانات خاصی بودند (به عنوان مثال زنبور)، روشی که بسیاری از گونه‌های جزیره‌ای امروزه تکامل می‌یابند. این رابطه همزیستی با یک زنبور فرضی گرده‌ها را از یک گیاه به گیاه دیگر حمل می‌کند، مثل روشی که زنبورهای انجیری امروزه انجام می‌دهند و در نهایت باعث رشد و نمو گیاه و خودشان می‌شوند. ژنتیک جزیره‌ای اعتقاد به یک منبع مشترک زایشی دارد، به‌خصوص زمانی که هدف اصل سازگاری باشد، به نظر می‌رسد به فرم‌های انتقالی فرعی نیاز بوده است. توجه داشته باشید که مثال زنبور اتفاقی نیست، زنبور عسل، که ظاهراً برای رابطه همزیستی گیاهی تکامل یافته است از زنبورها مشتق شده است.
همچنین، بیشتر میوه‌ها که از تولید مثل گیاهی به وجود می‌آیند، در واقع بزرگ شده قسمت‌هایی از گل هستند. این میوه یک ابزار است که پراکندگی دانه در آن، بستگی به حیواناتی که از آن تغذیه می‌کنند دارد.
در حالی که بیشتر این روابط همزیستی باقی‌مانده در رقابت برای زنده ماندن با موجودات اصلی سرزمین بسیار شکننده هستند، گل‌ها یک ابزار غیرمنتظره مؤثر در تولید مثل را اثبات کرده‌اند، گسترش (منشأ واقعی خود) برای تبدیل شدن به شکل غالب زندگی گیاهی زمین.
در حالی که به سختی می‌توان اثبات کرد گل‌ها در ۱۳۰ میلیون سال پیش وجود داشتند، شواهد ضمنی بر وجود آن‌ها تا ۲۵۰ میلیون سال پیش وجود دارد. اله نان، ماده شیمیایی که گیاهان برای دفاع از گل‌های خود استفاده می‌کنند در فسیل‌های گیاهان قدیمی مثل gigantopterids کشف شده‌اند که در همان زمان تکامل می‌یافتند و بسیاری از ویژگی‌های پیشرفته را دارند، گیاهان گل داری که خود به عنوان گیاهان گلدار شناخته نی شوند، زیرا تنها ساقه و خارهای کوچکشان جزئیات خود را حفظ کرده‌اند، یکی از نخستین نمونه‌های سنگ شدگی هستند.
شباهت در ساختار برگ و ساقه می‌تواند بسیار مهم باشد زیرا گل‌ها از نظر ژنتیکی تنها تشکیل شده از ساقه و برگ طبیعی هستند، ترکیبی از ژن‌ها به‌طور معمول مسئول تشکیل شاخه‌های جدید می‌باشند. بیشتر گل‌های ابتدایی گمان می‌رود تعداد متغیری از قطعات گل جدا از هم (اما در ارتباط با هم) داشته‌اند. گل‌ها برای تک جنسی شدن (در گیاهان به معنی اینست که بخش‌های نر و ماده در یک گل باشند) و توسط تخمدان مسلط شدن (بخش ماده) به رشد در یک الگوی پیچشی گرایش دارند. در گل‌های با رشد پیشرفته تر، بعضی از بخش‌های تغییر یافته تکامل یافته با تعداد و طراحی بسیار مشخص تر و جنس‌های خاص در هر گل یا گیاه یا حداقل «تخمدان تحتانی» با یکدیگر ترکیب شده‌اند.
تکامل گل‌ها تا به امروز ادامه داشته، گل‌های امروزی تأثیر عمیقی بر روی انسان‌ها گذاشته‌اند. بسیاری از آن‌ها نمی‌توانند در طبیعت گرده افشانی کنند. امروزه، گل‌های اهلی یه عنوان علف هرز نامیده می‌شوند و تنها زمانی که زمین دچار اختلال باشد جوانه می‌زنند. بعضی از آن‌ها با محصولات انسانی رشد می‌کنند و زیباترین آن‌ها چیده نمی‌شود زیرا زیبایی آن‌ها وابسته به محبت مخصوص انسانی است.

## نمادشناسی
بسیاری از گل‌ها معانی سمبلیک مهمی در فرهنگ غربی دارند. عمل نسبت دادن معانی به گل‌ها، زبان گل‌ها نامیده می‌شود. بعضی از مثال‌های رایج شامل:
- گل رز قرمز نماد عشق، زیبایی و شور

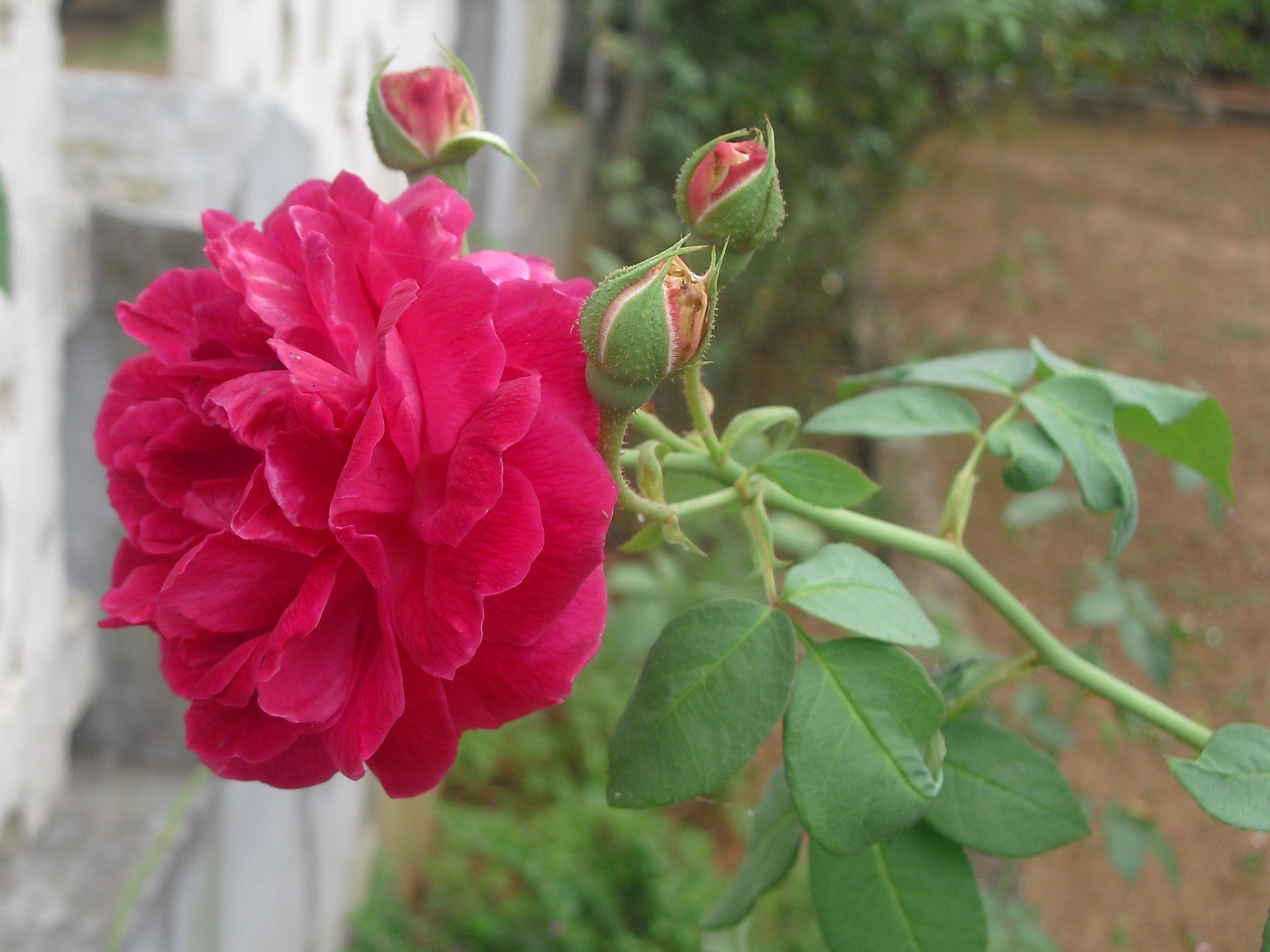
رز قرمز

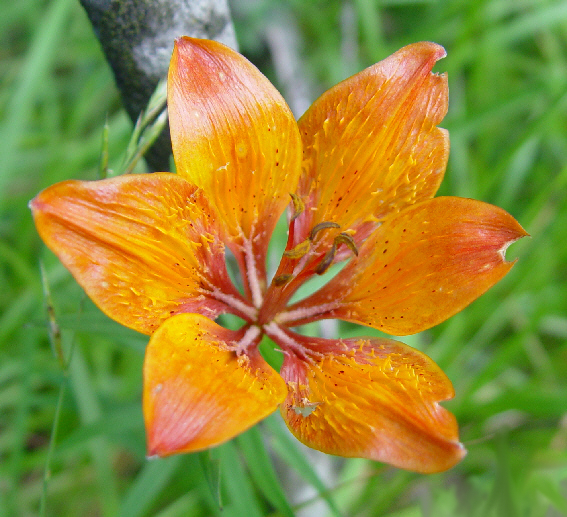
زنبق/سوسن اغلب به عنوان نماد رستاخیز و زندگی استفاده می‌شوند.

گل «زرد» نماد عشق در نگاه اول، زیبایی، شور،
دلتنگی و دوری است و به مناسبت ورود مسافر از راه دور هدیه می‌شود.
- خشخاش نماد تسلی در زمان مرگ. در انگلستان، نیوزیلند، استرالیا و کانادا، خشخاش قرمز به مناسبت گرامی داشت سربازانی که در جنگ کشته شده‌اند استفاده می‌شود.
- زنبق / سوسن در مراسم تدفین به عنوان نماد «رستاخیز/زندگی» استفاده می‌شوند. این گل‌ها شبیه به ستاره‌ها (خورشید) بوده و گلبرگ‌هایشان درخشنده است.
- بابونه نماد بی گناهی

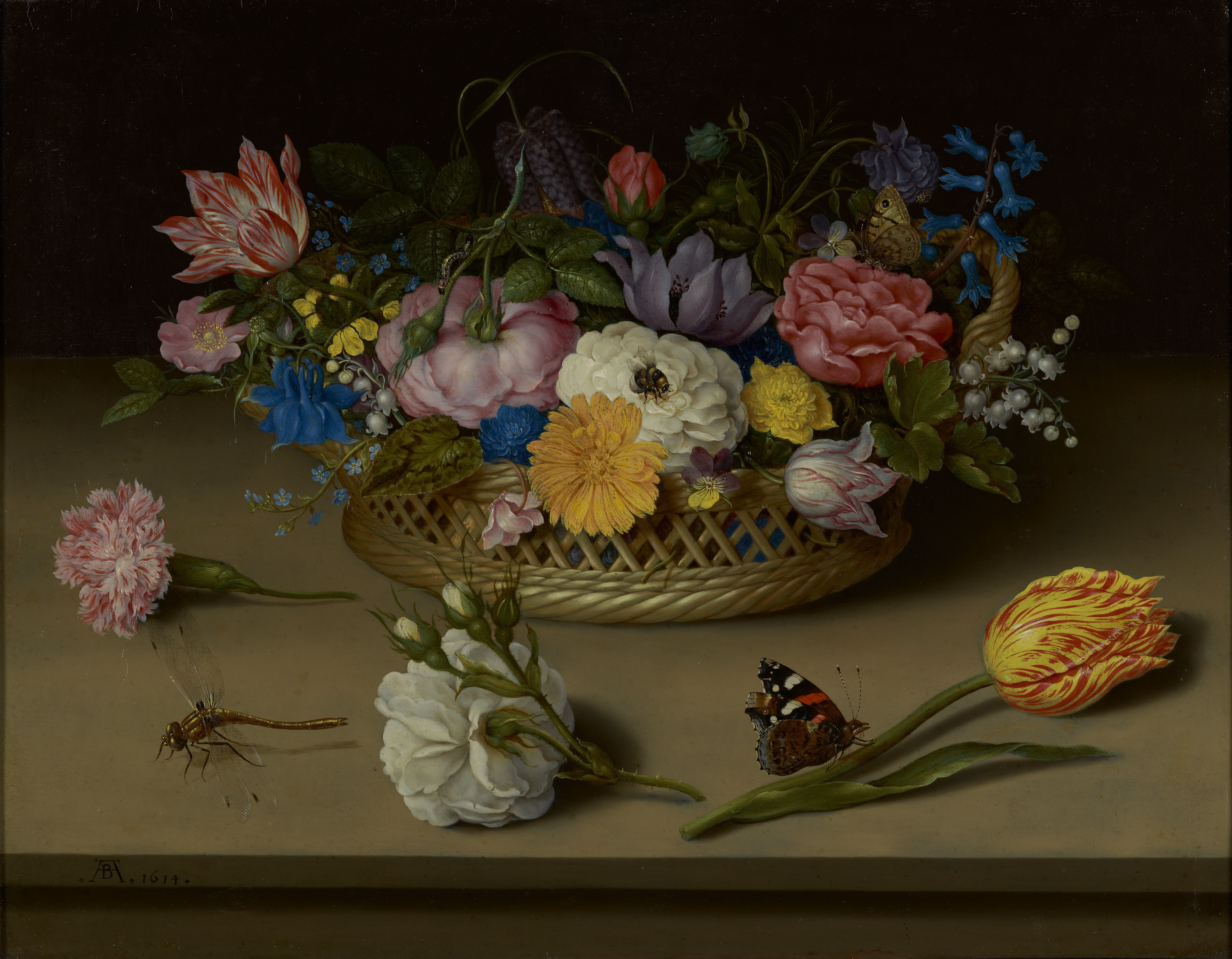
گل‌ها موضوع رایج در نقاشی‌های طبیعت بی جان هستند. مانند این نقاشی کشیده شده توسط Ambrosius Bosschaert the Elder

در هنر، گل‌ها به عنوان نماد جنسی زنان نیز هستند، همان‌طور که در کارهای هنرمندانی از جمله جورجیا اوکیف، ایموگن کانینگهام، Veronica Ruiz de Velasco و جودی شیکاگو و هنر کلاسیک غربی و آسیایی دیده می‌شوند. بسیاری از فرهنگ‌ها در سراسر دنیا تمایل قابل توجی به اشتراک گل‌ها با زنانگی دارند.
انواع مختلفی از گل‌های ظریف و زیبا الهام بخش آثار شاعران متعددی شده است، به ویژه در دوران رمانتیک قرن ۱۸ و ۱۹. از جمله آثار مشهور، من سرگردان تنها نوشته ویلیام وردزورث و آه! گل - خورشید نوشته ویلیام بلیک می‌باشند.
به دلیل تنوع و ظاهر رنگین، مدت طولانی است که گل‌ها به یک موضوع مورد علاقه برای هنرمندان تجسمی تبدیل شده‌اند. برخی از نقاشی‌های مشهور از هنرمندان شناخته شده از گل‌ها می‌باشد، مثل سری گل‌های آفتابگردان اثر ون گوک یا نیلوفرهای آبی اثر مونت. خشک کردن، یخ خشک و فشرده‌سازی به منظور دائمی‌کردن گل‌ها، قطعات سه بعدی از هنر گل‌آرایی می‌باشد.
نمادشناسی گل‌ها با تفاسیر ممکن از جمله " پتانسیل شکوفایی "، همچنان در حال بحث می‌باشد.
در روم، الهه گل‌ها، باغ‌ها و فصل بهار، فلورا است. در یونان، الهه بهار، گل‌ها و طبیعت چلوریس می‌باشد.
در اساطیر هندو، گل یک وضعیت قابل توجهی دارد. ویشنو، یکی از سه خدای بزرگ هندوها اغلب ایستاده در کنار گل‌های نیلوفر آبی مجسم شده است. به غیر از ارتباط با ویشنو، سنت هندو به نیلوفر آبی اهمیت معنوی می‌دهد. به عنوان مثال، تعداد داستان‌های خلق شده از هندو.

## نمادشناسی بر اساس تعداد گل
معنی تعداد شاخه گل‌ها به صورت کلی در یک دسته: 
- ۱ شاخه گل نشانه توجه یک فرد به طرف مقابل
- ۳ شاخه گل نشانه احترام به طرف مقابل
- ۵ شاخه گل نشانه علاقه و محبت به طرف مقابل
- ۷ شاخه گل نشانه عشق

## کاربردها
در عصر مدرن، مردم به دنبال راه‌های پرورش، خرید، پوشش یا بودن در کنار گل‌ها و گیاهان گل دار هستند چراکه آن‌ها ظاهر زیبا و بوی مطلوبی دارند. در سراسر جهان، مردم برای طیف گسترده‌ای از اتفاقات و عملکردها از گل‌ها استفاده می‌کنند، در مجموع، در برگیرنده زندگی‌های فردی هستند:
- در تولد نوزاد یا غسل تعمید

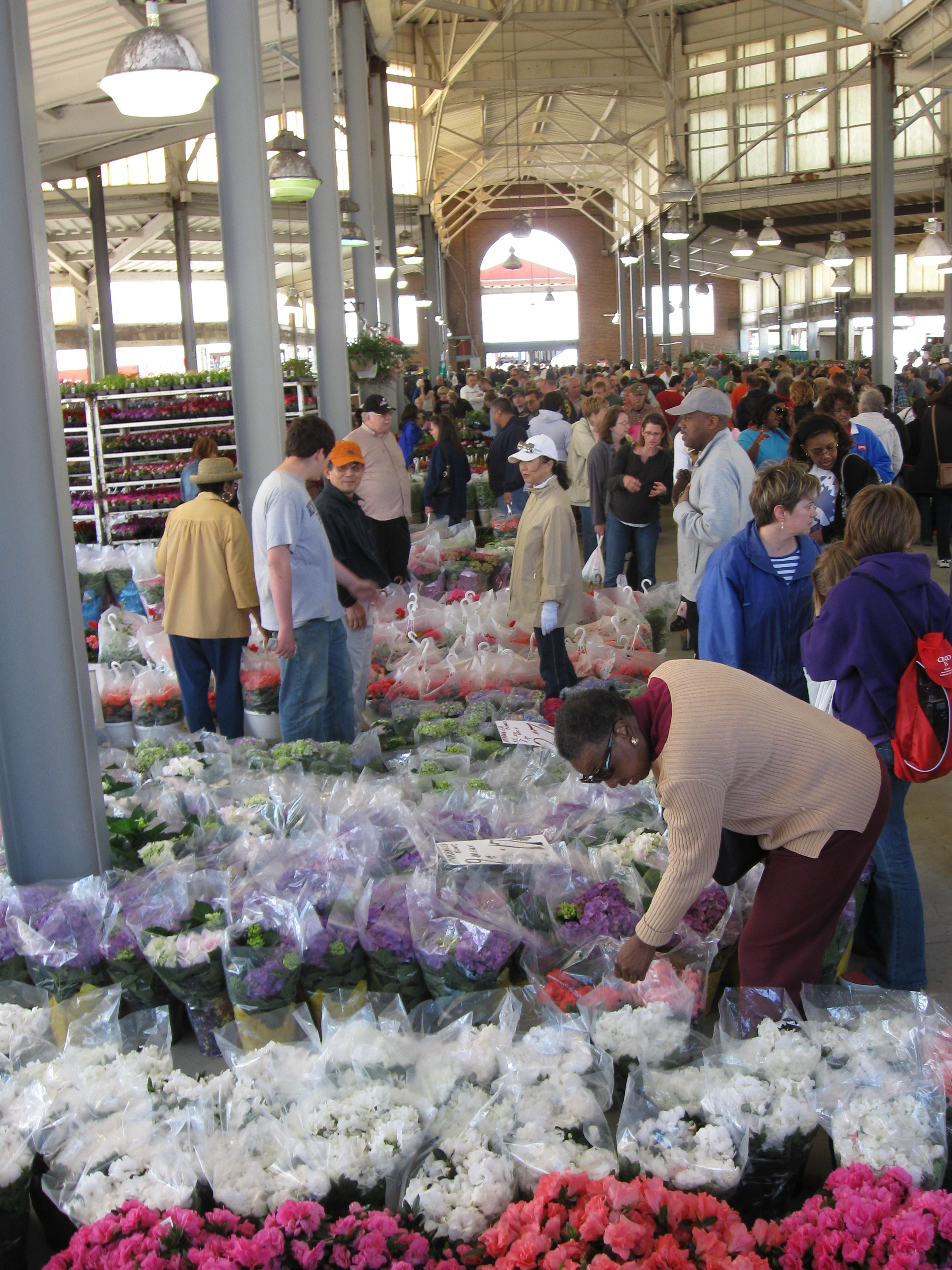
بازار گل‌ها، بازار شرقی دیترویت

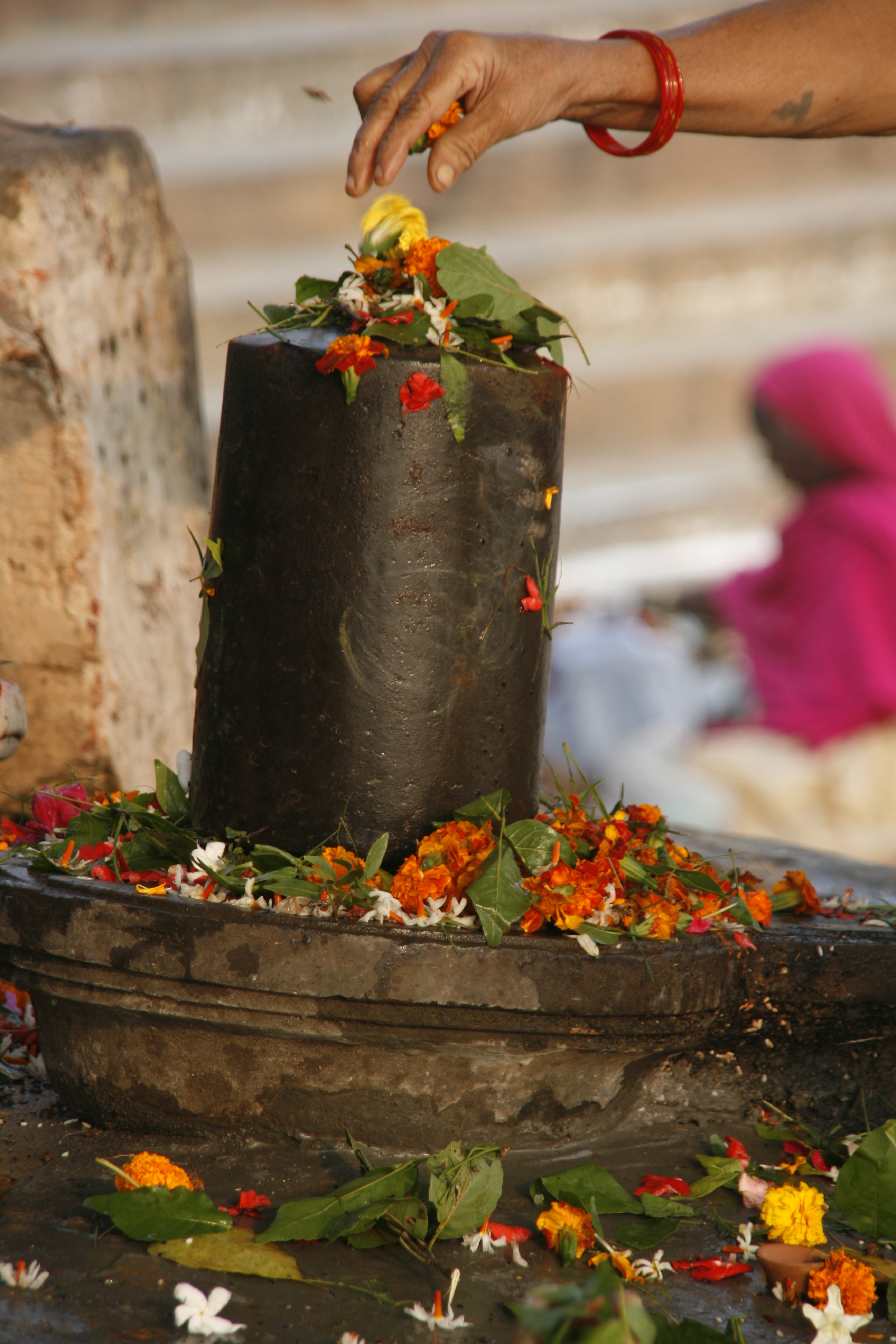
پرپر کردن گل‌ها توسط زنی در حال عبادت در معبد، بنارس

- برای گل سینه در مهمانی‌های اجتماعی یا برای تعطیلات
- به عنوان نشانه‌ای از عشق و اعتماد به نفس
- به عنوان گل‌های عروسی در جشن عروسی و برای تزئین اتاق
- برای جلوه بخشی به تزئین داخل خانه
- به عنوان هدیه برای یادگاری در مهمانی‌های خداحافظی، مهمانی خوش آمد گویی و هدیه به عنوان «به تو فکر می‌کنم».
- برای مراسم تشییع جنازه و بیان همدردی با عزادار
- برای پرستش الهه‌ها. پیروان فرهنگ هندو معمولاً گل‌ها را به عنوان هدیه به معبد می‌آورند.

مردم همچنین گل‌ها را در اطراف خانه خود پرورش می‌دهند، تمام بخش از فضای زندگی خود را به باغ گل اختصاص می‌دهند، گل‌های وحشی را انتخاب می‌کنند یا گل‌ها را از گل فروشان می‌خرند.
گل‌ها غذای کمتری از دیگر بخش‌های گیاهان تولید می‌کنند (بذر، میوه، ریشه، ساقه و برگ) اما چندین ادویه و ترشی جات مهم از تولیدات آن‌ها است. سبزیجات گل شامل کلم بروکلی، گل کلم و کنگر فرنگی می‌باشند. ادویه خیلی گران، زعفران، شامل پرچم‌های خشک شده از زعفران است. دیگر گل ادویه‌ای میخک و کبر هستند. گل‌های هاپ به عنوان طعم دهنده آبجو استفاده می‌شوند. گل‌های همیشه بهار به عنوان غذای جوجه‌ها استفاده می‌شوند تا زرده تخم‌هایشان زرد طلایی شود که برای مشتریان مطلوب تر هستند. خشک شده گل‌های همیشه بهار زمینی به عنوان ادویه و عامل رنگ دهنده در آشپزی گرجستانی نیز استفاده می‌شوند. گل‌های قاصدک و الدر اغلب در ساخت شراب استفاده می‌شوند. گرده زنبور عسل، گرده جمع‌آوری شده از زنبورها یک ماده غذایی سالم توسط برخی از افراد در نظر گرفته می‌شود. عسل، شامل شهد فرآوری شده گل‌ها به وسیلهٔ زنبور عسل است و اغلب از روی نوع گل‌ها نامگذاری می‌شود، به عنوان مثال، عسل شکوفه پرتقال، عسل شبدر و عسل توپلو.
صدها دسته از گل‌های تازه، خوراکی هستند اما تعداد کمی به عنوان مواد غذایی به بازار عرضه می‌شوند. آن‌ها اغلب به عنوان رنگ دهنده و طعم دهنده سالادها استفاده می‌شوند. گل‌های کدو تنبل در پودرهای سوخاری آغشته شده و تفت داده می‌شوند. گل‌های خوراکی ازجمله گل لادن، گل داوودی، گل میخک، لوئی، پیچ امین الدوله، کاسنی، گل گندم، گل اختر و آفتاب‌گردان هستند. بعضی از گل‌های خوراکی گاهی در آب نبات استفاده می‌شوند مثل گل آفتابگردان، رز و بنفشه (همچنین بنفشه سه رنگ).
گل‌ها همچنین می‌توانند در چای‌های گیاهی استفاده شوند. گل‌های خشک مثل داوودی، رز، یاس و بابونه به‌دلیل عطر خوش و خواص درمانی خود به چای‌ها اضافه می‌شوند. گاهی، برای خوش‌عطرکردن به برگ‌های چای اضافه می‌شوند.
گل‌ها از ۵۰۰۰۰ سال پیش در مراسم تشییع جنازه استفاده می‌شدند. بیشتر فرهنگ‌ها رابطه‌ای بین گل‌ها و زندگی و مرگ ترسیم می‌کنند زیرا رویش فصلی گل‌ها نمادی از تولد دوباره است، که ممکن است توضیحی بر این باشد که چرا بسیاری از مردم بر روی قبرها گل قرار می‌دهند. در یونان باستان یک تاج گل بر روی سر درگذشته گذاشته و مقبره را با تاج‌های گل و گلبرگ‌های اهدایی پر می‌کردند. زنان ثروتمند و قدرتمند در مصر باستان گردنبند و پوشش سری از گل را به‌عنوان تضمینی برای زندگی شاد پس از مرگ می‌پوشیدند. امروزه نیز مردم مکزیک، گل‌ها را در جشن روز مردگان به همان روش اجداد آزتک خود استفاده می‌کنند.

## صنعت
هلند در صنعت گل (Floral industry) رتبه اول را میان کشورهای جهان دارد.

## نگارخانه

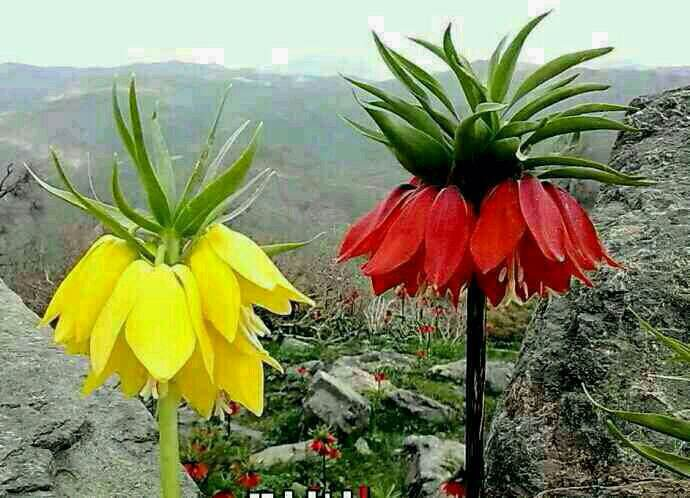
لاله واژگون
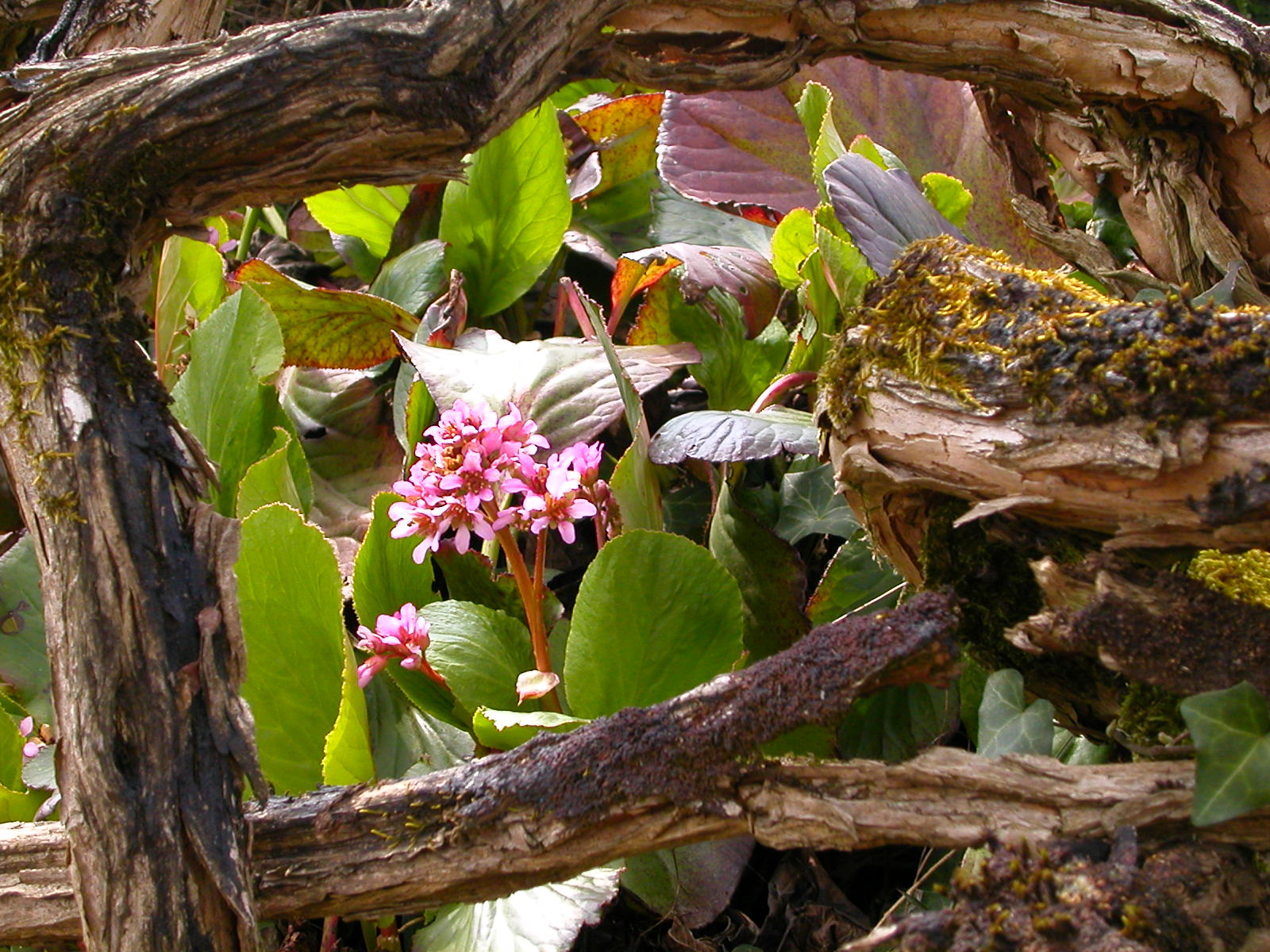
گل طبیعی